# 不給糖就搗蛋

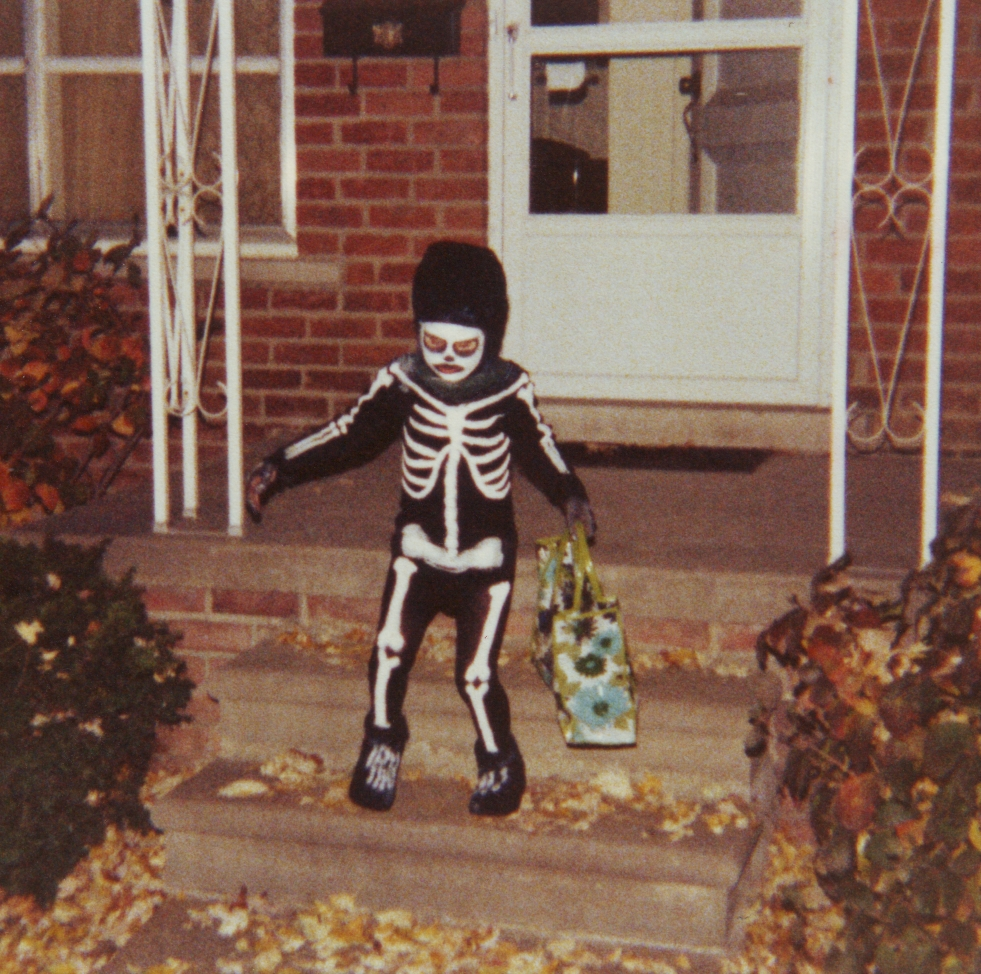
裝扮成鬼怪模樣索要糖果的孩子

不給糖就搗蛋（Trick-or-treating），又叫「乞糖，要糖等」，是流行英國、北美和澳大利亞的萬聖夜傳統遊戲活動。一些穿上萬聖節服裝（通常為各種鬼怪造型）的兒童會挨家挨戶地索要糖果、食物，有時甚至包括錢財，并喊出“不給糖就搗蛋”（Trick-or-treat）的口號。
這一傳統源自16世紀之前的英國，在1911年首次流傳至北美，出現在加拿大安大略，並逐漸開始在北美流行起來。

## 歷史
和萬聖夜本身一樣，不給糖就搗蛋來自凱爾特人的信仰。凱爾特人認為在萬聖夜這一天神靈或亡者的靈魂會出現，給予其食物是為了換取好運 ，並防止自己被其侵害。
15世紀，萬聖節慶典（10月31日至11月2日）上就有分享灵糕的習俗了。後來，節日期間一些窮人開始在街坊的窗戶下面唱著類似“Soul, souls, for a soul-cake; Pray you good mistress, a soul-cake!”的歌索要灵糕、乞求食物。這一行為當時叫做“souling”。
16世紀蘇格蘭出現了名叫“guising”的習俗，年輕人成為食物索要者，之後這一習俗傳播到英國其他地區。1911年加拿大安大略金斯頓的一家報紙首次報道“guising”出現於北美。
“Trick or treat”一語的文字記錄最早於1927年出現在加拿大，1930年代才在美國和加拿大開始流行起來，1940年代以前其他英語國家也很少使用這一短語。